# Дом (альбом)
«Дом» — четвертий студійний альбом українського рок-гурту «Bahroma», випущений 21 листопада 2017 року. Альбом записувався одразу на трьох студіях звукозапису — «Dynamika Music», «Istokstudio» та «Lipkyzvukozapys»

## Список композицій
| #     | Назва              | Тривалість |
| ----- | ------------------ | ---------- |
| 1.    | «Камень»           | 3:30       |
| 2.    | «Магия»            | 2:21       |
| 3.    | «На Юг»            | 4:20       |
| 4.    | «Ломаными ритмами» | 4:07       |
| 5.    | «Робот»            | 3:51       |
| 6.    | «Кадриль»          | 3:00       |
| 7.    | «33»               | 3:04       |
| 8.    | «Марина»           | 3:31       |
| 9.    | «Искрами»          | 3:04       |
| 30:48 |                    |            |

## Музиканти
- Роман Бахарєв — вокал;
- Дмитро Крузов — гітара;
- Олександр Барінов — ударні;
- Юрій Нацвлішвілі — бас-гітара, бек-вокал;[1]

## Запис
Основна робота над альбомом тривала взимку 2016—2017. Назва альбом пов'язана із тим, як відбувався процес його запису: одна частина його пісенного матеріалу була написана під час минулорічного європейського турне гурту Bahroma, а для створення іншої музикантам довелося закритися в орендованому домі і багато працювати.

## Кліпи
- Марина (21 листопада 2017)